# Antoine Walsh
Pour les articles homonymes, voir Walsh.
Pour les autres membres de la famille, voir Famille Walsh.
Antoine-Vincent Walsh, né le 22 janvier 1703 à Saint-Malo (France) et mort le 2 mars 1763 au Cap-Français (Saint-Domingue), est un homme politique du groupe des jacobites irlandais installés à Nantes et un des plus importants homme d'affaires de la ville au XVIIIe siècle, notamment en tant que capitaine-corsaire et armateur négrier, fondateur de la Société d'Angola.

## Biographie

### Origines
Antoine Walsh est l'un des fils de Phillip Walsh (1666-1708). Son grand-père James Walsh (?-1683) était lord of Ballynacooly dans le comté de Kilkenny en Irlande, à une vingtaine de kilomètres au nord de Waterford. Les Walsh sont des Cambro-Normands.
Consécutif à la Glorieuse Révolution britannique, le Traité de Limerick de 1691 met un terme à la guerre civile opposant anglicans du Parlement et catholiques partisan du roi Jacques II (jacobites). Vaincus, ces derniers s'exilent alors en masse en France et en Espagne, deux royaumes catholiques, et sont surnommés les « oies sauvages ».
Émigré en France, Phillip Walsh s'établit à Saint-Malo où il est armateur et capitaine corsaire, et où, en 1695, il épouse Anne White (1675-1727). Le couple a neuf enfants entre 1695 et 1706, Antoine est le sixième et naît donc dans cette ville le 22 janvier 1703. Parmi les autres enfants, on doit citer les noms de Patrice-Marc, armateur à Saint-Malo dans le commerce morutier puis à Morlaix (1701-1790), et surtout de François-Jacques (1704-1782), d'abord établi à Cadix, puis à Nantes où il est associé aux affaires de son frère.

### Capitaine puis armateur négrier à Nantes
Antoine vient s'établir à Nantes où vivait déjà un parent à lui, Gérard Walsh, marchand aux relations étendues dans le milieu négociant.

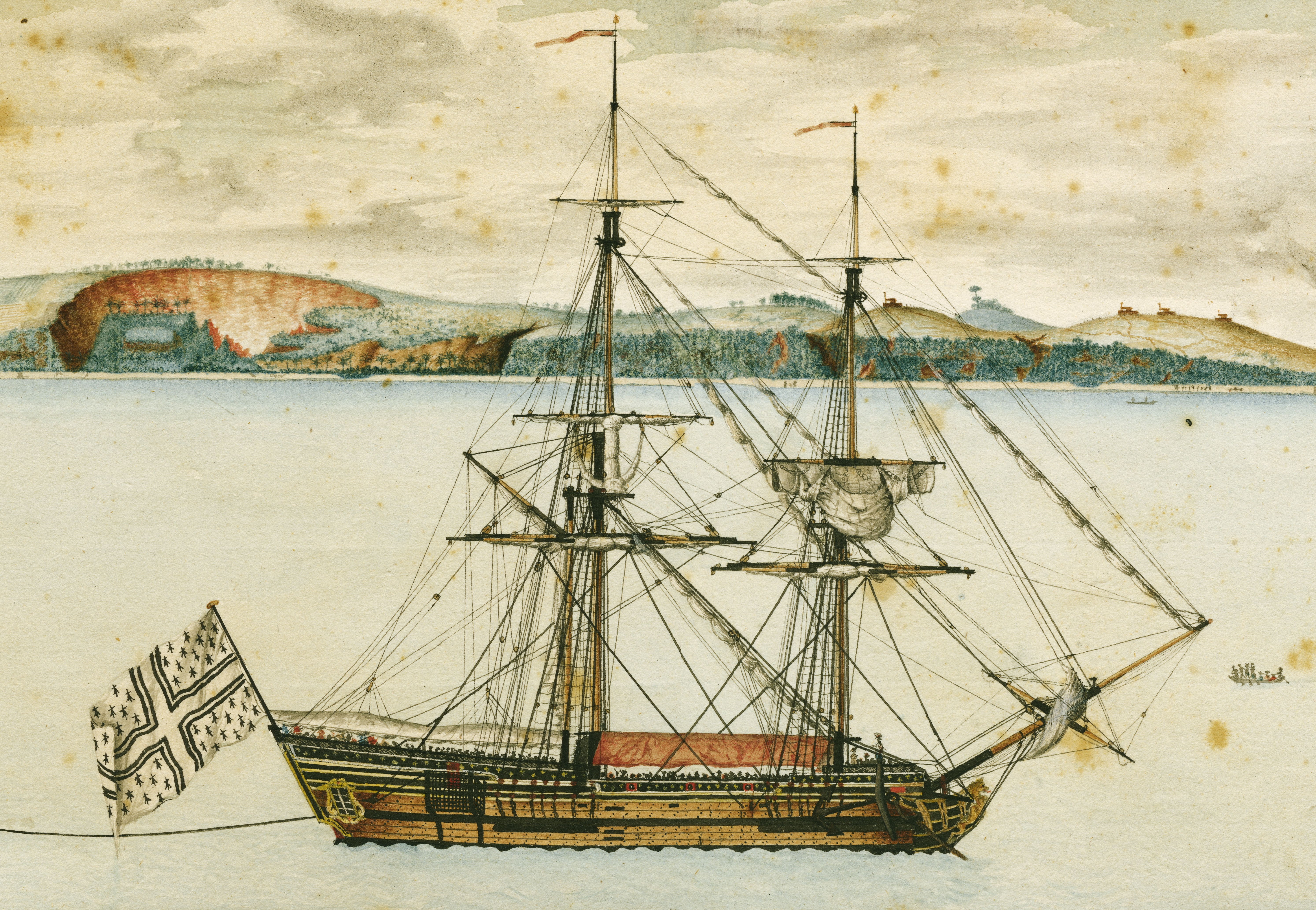
La Marie Séraphique, navire négrier nantais du XVIIIe siècle.

Il commence comme capitaine sur un navire négrier armé en 1728 par Pierre Éturny. Puis, en 1734, il arme seul son premier navire négrier, Le Dauphin, de 50 tonneaux, pour la côte d'Angole et la colonie de Martinique.
En 1740, il arme cinq navires, un en droiture pour Cap Français (colonie de Saint-Domingue), et quatre de traite pour la côte de Guinée, avec la permission de la Compagnie des Indes.
L'influence d'Antoine Walsh est renforcée en 1741 par son mariage à Nantes avec Mary O'Shiell, fille de Luc O'Shiell, un des grands armateurs et négriers de la ville (entre 1716 et 1758, ce dernier arme avec ses associés 57 navires, dont 8 sont destinés à la traite des esclaves).

#### La société d'Angola (1748)
Suivant l'exemple de Gabriel Michel et sa Compagnie de Guinée, Antoine Walsh crée le 7 septembre 1748 la société d'Angola, au capital de 2 millions de livres, en anticipant d'un mois sur la fin de la guerre de Succession d'Autriche. Cette compagnie a reçu du roi Louis XV le privilège de la traite négrière sur la côte d'Angole. Elle contrôle à elle seule 28 % de tous les armements négriers de Nantes. Son grand rival à Nantes est la Société Grou et Michel, qui en contrôle 21 %.
La liste des 26 actionnaires de la société d’Angola ne comprend qu'un autre Nantais, Du Chatel (175 000 livres), fils du banquier Antoine Crozat. La haute finance parisienne et l’administration supérieure de la Compagnie des Indes sont mieux représentés : le financier Jean Paris de Monmartel et les banquiers Tourton et Baur (375 000 livres chacun), Michau de Montaran, commissaire du roi auprès de la Compagnie et ancien trésorier des États de Bretagne (50 000 livres).
Afin de faciliter les opérations d'achat d'esclaves, Antoine Walsh établit à Loango et à Gabinde, deux vaisseaux entrepôts de 500 tonneaux, qui servaient de prisons à 1 500 captifs : Le Roi de Loango et le Roi de Gabinde.
L'activité de la compagnie, freinée par un durcissement fiscal en 1754, est paralysée en 1757 par la guerre de Sept Ans.
En tout, entre 1734 et 1759, Antoine Walsh arme 48 navires, dont 28 pour le commerce triangulaire, faisant alors de lui le premier armateur négrier de Nantes.

### Planteur esclavagiste à Saint-Domingue

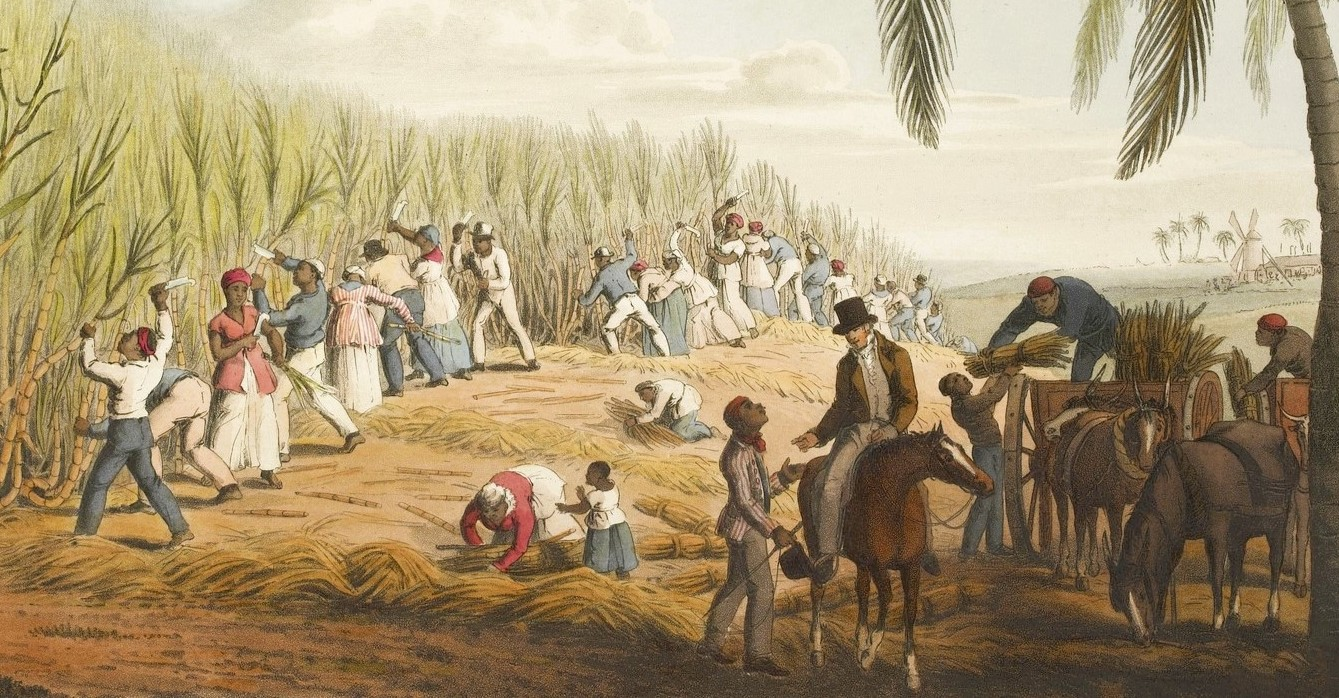
Esclaves coupant la canne à sucre dans une plantation.

Antoine Walsh possède de nombreuses plantations dans la colonie de Saint-Domingue. Parmi celles qui n'appartiennent qu'à lui on en trouve une dans la plaine du Cul-de-sac, achetée 250 000 livres en 1741, une autres aux Cayes, trois au Cap Français (à Brullage, Limonade et Le Chat, ces deux dernières compteront 450 esclaves en 1763), et une dernière au sud, dans le quartier appelé Ances. Également, en 1743, il acquiert pour 2 050 000 livres deux autres plantations, à Léogâne et l'île-à-vache, en société avec les Nantais Gabriel Michel et Nicolas Luker.
D'autres jacobites implantés en France comme les O'Gorman, Edmond O'Rourke, Nicolas Lucker, Claude-Mathieu Mac Nemara, Thomas Sutton de Clonard, Luc-Edmond Stapleton et Jean-Baptiste Hooke sont également planteurs esclavagistes. Les années 1740 sont celles de la conquête des terres du sud de Saint-Domingue, où la mise en valeur du café et du coton, en plus du sucre, permet un accroissement des fortunes. La moyenne d'apport dans des mariages entre époux jacobites passe ainsi de 28 000 à 54 000 livres entre le premier et le deuxième quart de siècle à Nantes.

### Un jacobite actif
C'est sur un navire de Phillip Walsh que le roi Jacques II d'Angleterre s'exile en France en 1688, après la Glorieuse Révolution.
Saint-Malo et Nantes sont les ports français de départ des rébellions jacobites. La plupart des officiers jacobites de la guerre de Neuf Ans viennent de Saint-Malo, les Walsh étant accompagnés des Butler, Murphy et White. Des tentatives ont aussi lieu en 1708 et 1715 en Écosse, en 1741 en Irlande (dernière tentative de débarquement en Irlande). 
Antoine Walsh contribue à financer l'expédition de 1745 en Écosse, visant à remettre sur le trône Charles Édouard Stuart, le petit-fils de Jacques II. Il amasse à cet effet quelque 11 000 mousquets dans l'un de ses entrepôts à Nantes. Malgré le soutien d'une partie des chefs de clans, l'opération échoue à la bataille de Culloden. 
En 1745, Antoine Walsh reçoit le titre de comte et pair d'Irlande, conféré par les lettres patentes de Jacques-Édouard Stuart (1688-1766). Puis, en 1748, il reçoit des lettres patentes du roi Louis XV pour son anoblissement. Toutefois, ces dernières soulignant uniquement l'aisance financière de la famille Walsh (noblesse d'affaires), et non leur origine de noblesse d'épée irlandaise du XIIe siècle, Antoine présente une requête au Conseil d'État en 1749. Quatre ans plus tard, il obtient un arrêt le reconnaissant « noble de nom et d'arme » (noblesse d'extraction).

### Propriétés foncières
Le 28 juin 1749, Antoine Walsh acquiert le château et le comté de Serrant, en Anjou, pour la somme de 824 000 livres. Puis, le 15 août 1751, il revend tous ces biens à son frère François-Jacques, qui demeure à Cadix à cette époque. Ce dernier est fait 1er comte de Serrant en 1755 par lettre patente du Roi Louis XV. 
Antoine Wash, personnellement, ne semble pas avoir eu de domaine seigneurial en France, contrairement à nombre de ses collègues jacobites, comme son ami Jean II Stapleton, devenu comte de Trèves, aussi en Anjou.

### Décès à Saint-Domingue
En 1758, Antoine Walsh part dans la colonie de Saint-Domingue pour s'occuper de ses plantations. C'est là-bas qu'il décède en 1763, à l'âge de 60 ans.

## Descendance
En 1741, Antoine Walsh épouse à Nantes Mary O'Shiell, fille de Luc O'Shiell, un des grands armateurs négriers de la ville. 
- Leur fille Anne[13] (née en 1741) se mariera en 1780 avec le lieutenant de vaisseau Pierre-François de Bardon.

- Une fille, Hélène Agnès est baptisée à Nantes en novembre 1742[14] et inhumée à Chantenay en juin 1743[15],

- Son fils, Antoine Jean-Baptiste[16] (1745-1798), épouse en 1765 sa cousine Marie Josèphe Dorothée Walsh de Serrant (1748-1786)[17], fille de François Jacques. Il s'installe à Saint-Domingue, à Limonade et Ouanaminthe, au sud de l'île, où il possède les plantations de la Poterie et Thiverny. Il devra s'exiler pendant la Révolution française et meurt le 26 avril 1798 à Kingston (Jamaïque)[18].
  - Son petit-fils, Jean Baptiste François Walsh (1769-1792), fils d'Antoine Jean-Baptiste, a aussi des plantations à Saint-Domingue, à Torbeck, également au sud de l'île. Pendant la Révolution, il est membre du club Massiac, groupe de planteurs blancs opposés à l'application des droits de l'homme dans les colonies. En 1791, il est officier dans le régiment de Dillon, de la Brigade irlandaise, au moment où il épouse à Nantes[19] sa parente Dorothée Agathe Walsh (de Chassenon), « ci-devant chanoinesse d'Avesnes en Auvergne ». À la suite de la grande révolte des esclaves, il embarque à Nantes le 8 janvier 1792 vers Léogâne. Le 6 août 1792, il est tué au combat dans une colonne formée dans le but de mater la rébellion dans la région de Platons.
  - La sœur de Jean-Baptiste François, Marie Walsh, épouse de Pierre-Constant, marquis de Certaines, et présentée aux honneurs de la Cour en 1788, reçoit dans leur salon londonien et à leur manoir de Stock dans le Comté d'Essex durant l'Émigration bonne part des princes émigrés jusqu'à son décès en 1801[20]. L'une de leurs filles, Adèle de Certaines, revenue au château de Villemolin avec son père après la paix d'Amiens, épousera à son tour son cousin germain Olivier-Théobald, comte Walsh.